# Implementació de referència
En informàtica, una implementació de referència, o, menys habitualment, implementació d'exemple, és un codi d'exemple d'un estàndard, per ser usat com suport per altres desenvolupadors que implementen les seves pròpies versions. Un estàndard és més fàcil d'entendre si es disposa d'un exemple que funciona. El propòsit d'una implementació de referència és generalment el de promoure i familiaritzar un estàndard entre la comunitat. Mentre és perfectament possible que la implementació de referència sigui usada a nivell didàctic pel pur coneixement, a un nivell més pràctic, la intenció és la d'introduir l'especificació entre els desenvolupadors i el mercat, ja que aquests estaran més predisposats a fer les seves pròpies implementacions i els seus clients adquiriran aquestes implementacions.
| « | Una implementació de referència és, en general, una implementació d'una especificació escrita per ser usada com una interpretació definitiva per aquesta especificació. Durant el desenvolupament del joc de proves confirmant, almenys una implementació relativament fiable, de cada interfícies és necessària (1) per descobrir errors o ambigüitats en l'especificació i, i (2) validar el funcionament correcte del joc de proves. | » |

| « | [Característiques d'una] Implementació de Referència: (1) Desenvolupada concurrentment amb l'especificació i el joc de proves; (2) Verifica que l'especificació és implementable; (3) Habilita el joc de proves pel seu testeig; (4) Serveix com Estàndard d'Or contra altres implementacions que poden ser mesurades; (5) Ajuda a clarificar les intencions de l'especificació on les proves de conformitat són inadequades | » |

La implementació de referència pot ser de qualitat de producció o no ser-ho. Per exemple, molta gent considera que la implementació de referència Fraunhofer de l'estàndard MP3 té poca qualitat en comparació d'implementacions com LAME. Tanmateix, la implementació de referència X.Org del Sistema XWindow no està preparada només per l'ús, sinó que també guanya popularitat com a sistema operatiu de tipus Unix de codi obert tal mateix; a això hi contribueix el fet que l'actual versió és un fork de la popular implementació XFree86 que X.Org va declarar en aquell moment com a implementació de referència.
Les implementacions de referència també poden ser prohibides per l'ús comercial. El servidor d'aplicacions RI Java EE de Sun queda referenciat per una bibliografia formativa de gran qualitat de Java EE, però no pot ser usat amb llicència de producció. Tanmateix, el Servidor d'aplicacions Sun Java System, és considerat per alguns com poca cosa més que el mateix servidor RI amb un acord de llicència diferent.